# Celastrina pellax
Celastrina pellax är en fjärilsart som beskrevs av Hans Fruhstorfer 1916. Celastrina pellax ingår i släktet Celastrina och familjen juvelvingar. Inga underarter finns listade i Catalogue of Life.